# Brachionidium phalangiferum
Brachionidium phalangiferum är en orkidéart som beskrevs av Leslie Andrew Garay. Brachionidium phalangiferum ingår i släktet Brachionidium och familjen orkidéer. Inga underarter finns listade i Catalogue of Life.